# Vila dr. Náhlovského
Vila dr. Náhlovského v Praze se nachází v Suchardově ulici č. 2, čp. 284, v Praze 6 – Bubenči, zahrada u domu je obrácena do ulice U Vorlíků. Rodinnou vilu pro právníka, spoluzakladatele Československého statistického úřadu, JUDr. Jana Náhlovského a jeho ženu Luisu, navrhl slovenský architekt Dušan Jurkovič v roce 1907. Vila se zahradou je zapsána v seznamu kulturních památek ČR a chráněna jako nemovitá památka.

## Historie
Architekt Jurkovič byl známý svou zálibou v lidové architektuře a folklorních motivech, současně byl ale ovlivněn i tradicí anglického rodinného domu. Vzhledem k charakteru navrhované stavby a jejímu umístění v městské čtvrti, se inspiroval tentokrát rezervovaným britským stylem, známým např. z tvorby skotského architekta Charlese Mackintoshe. Vznikla tak modernistická stavba s lidovými prvky, při jejímž vzniku byly použity moderní konstrukční materiály. Stavbu, včetně řemeslných prací a úpravy zahrady, provedl pražský stavitel Jan Pacl v letech 1907–1908.

## Charakter a popis stavby
Půdorys stavby je obdobný jako u vlastní vily Dušana Jurkoviče v Brně. Početné arkýře a lodžie, umístěné po obvodu stavby, dodávají vile romantizující ráz rodinného bydlení. K lidovému stavitelství odkazuje předsunutý vstup a barevné ornamentální detaily. Nad sedlovou střechu vystupuje převýšený střední trakt, zakončený štítem s oblými liniemi.
Ústředním prostorem interiéru domu je patrová schodišťová hala s krbem. Přízemí bylo, podle přání stavebníka, vyhrazeno společensko–reprezentativním prostorám, tvořeným vstupní halou s dřevěným kazetovým stropem, salonem, jídelnou a knihovnou. Jídelna s klenbou nad stolem a lavicemi sousedila s kuchyní, umístěnou při severním nároží. V patře byly navrženy soukromé prostory, ložnice a koupelna.
Podle požadavků doby byl dům vybaven ústředním topením, teplou a studenou vodou, elektrickým i plynovým světlem. Architekt Jurkovič původně navrhl i vnitřní zařízení vily, včetně nábytku, ale tento projekt nebyl realizován.

## Současnost
Současní majitelé získali vilu v dědickém řízení a užívají ji k bydlení. Vlastními prostředky, ve výši několika miliónů Kč, opravili střechu a fasádu a připravovali opravu oken a dveří. V roce 2009 získali, jako první, prostřednictvím městské části Praha 6, památkový grant s finančním příspěvkem 900 tisíc Kč, určený k motivování vlastníků památkově chráněných objektů k jejich ochraně. Díky tomu se podařilo dokončit vnější opravy domu a úpravu zahrady včetně zahradního altánu, ke spokojenosti majitelů vily i pracovníků památkové péče.

### Galerie

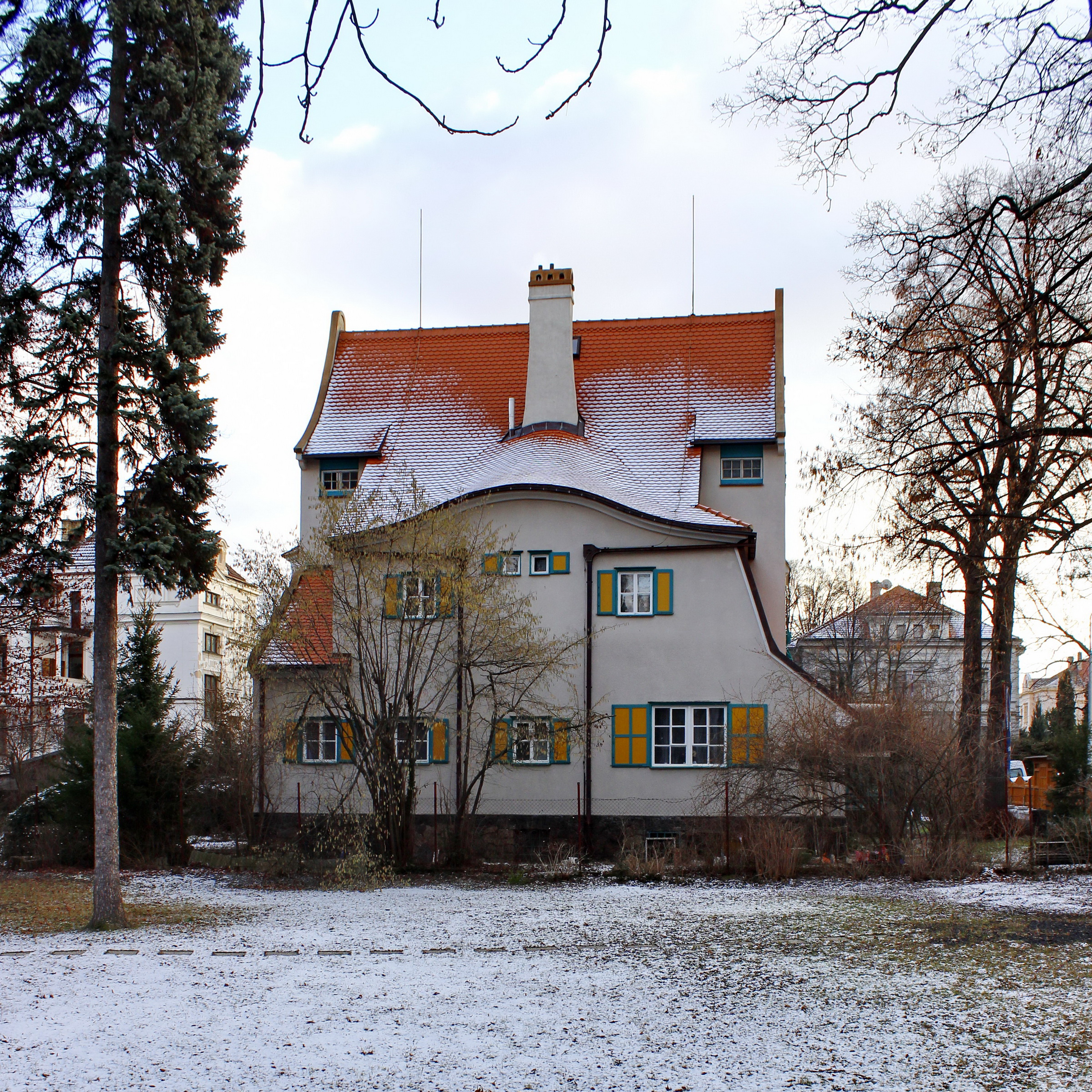
Pohled severní
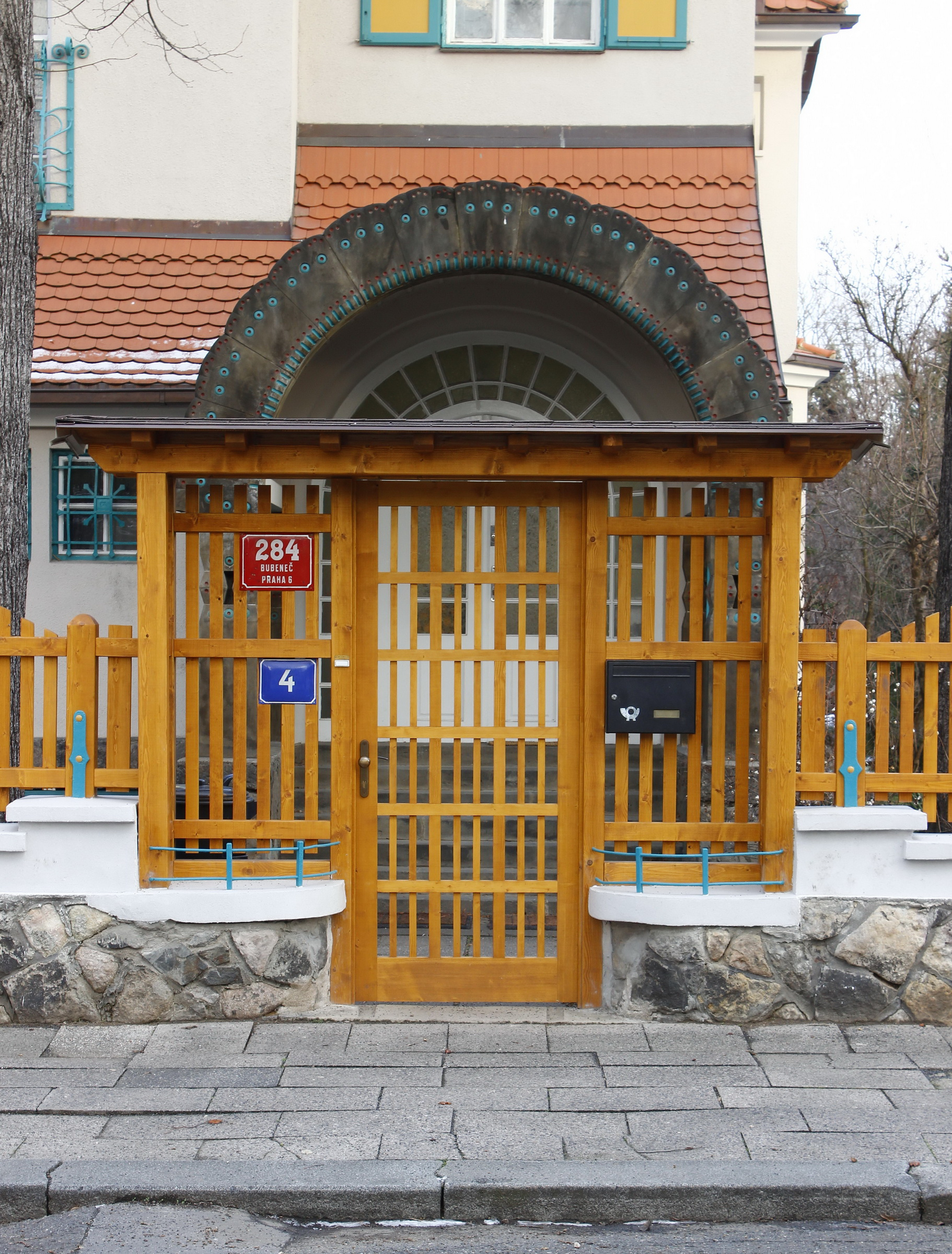
Detail vstupní branky a klenby nad vchodem